# Хайнрих IV фон Папенхайм
Хайнрих IV фон Папенхайм (на немски: Heinrich IV von Pappenheim; † 1318/1319) е благородник от фамилията Папенхайм в Бавария.

## Произход
Той е син на маршал Хайнрих фон Папенхайм († сл. 1264) и съпругата му Маргарета фон Гунделфинген-Хеленщайн († сл. 1269), дъщеря на Улрих II фон Гунделфинген-Хеленщайн († 1280) и Аделхайд фон Албек († пр. 1279). Майка му Маргарета е сестра на Андреас фон Гунделфинген († 1313), епископ на Вюрцбург (1303 – 1313). Тя се омъжва втори път пр. 29 май 1268 г. за Хуго III фон Монфор († 1309).

## Фамилия
Първи брак: с Елизабет фон Хюрнхайм-Катценщайн. Те имат децата:
- Елизабет фон Папенхайм, омъжена I. за Дитрих фон Хоенберг-Наголд, II. за Хайнрих фон Гумпенберг
- Хайнрих фон Папенхайм
- Агата фон Папенхайм, омъжена за фон Щайн

Втори брак: с Приска фон Щофелн, дъщеря на Конрад фон Щофелн и съпругата му фон Тюбинген. Те имат един син:
- Рудолф I фон Папенхайм († 1326/1335)